# Lampides fuscomarginata
Lampides fuscomarginata är en fjärilsart som beskrevs av Tutt 1907. Lampides fuscomarginata ingår i släktet Lampides och familjen juvelvingar. Inga underarter finns listade i Catalogue of Life.